# Barpeta Road
Barpeta Road est une ville du district de Barpeta de l'État d'Assam, en Inde. 

## Géographie
Barpeta Road se trouve à 140 km de Guwahati et à 21 km de Barpeta, la capitale du district. On y accède par la route NH 31. La ville est traversée par la ligne de chemin de fer reliant Guwahati à Siliguri ; elle comporte une station ferroviaire.

## Démographie
Barpeta Road compte 35 281 habitants, dont 52 % d'hommes et 48 % de femmes. Le taux d'alphabétisation est de 74 %, et 11 % de la population a moins de 6 ans.

## Économie
Barpeta Road est un important lieu de commerce.

## Éducation
- St. Mary's High School
- Gopinath Bordoloi High School
- Dr-K.K.Das girls High School
- Sajanikanta Higher Secondary School
- B.H. College

## Lieux et monuments
Barpeta Road est le point d'accès au parc national de Manas.